# Bodiluddelingen 1970
Bodiluddelingen 1970 blev afholdt i 1970 i Imperial i København og markerede den 23. gang at Bodilprisen blev uddelt.
Filmen Midt i en jazztid blev aftenens store vinder med to priser; for bedste danske film og for bedste kvindelige hovedrolle, som gik til Anne-Lise Gabold.

## Vindere
| Bedste mandlige hovedrolle                | Bedste kvindelige hovedrolle             |
| ----------------------------------------- | ---------------------------------------- |
| - ikke uddelt                             | - Anne-Lise Gabold for Midt i en jazztid |
| Bedste mandlige birolle                   | Bedste kvindelige birolle                |
| - Preben Kaas for Olsen-banden på spanden | - ikke uddelt                            |
| Bedste danske film                        | Bedste ikke-europæiske film              |
| - Midt i en jazztid af Knud Leif Thomsen  | - Midnight Cowboy af John Schlesinger    |
| Bedste europæiske film                    | Bedste dokumentarfilm                    |
| - Oprøret i Ådalen af Bo Widerberg        | - Livet er en cirkus af Per Holst        |

## Øvrige priser

### Æres-Bodil
- Bjørn Rasmussen (filmhistoriker og håndbogsredaktør) for sine opslagsværker Filmens Hvem Hvad Hvor.